# الحرب الأهلية اللاوسية
الحرب الأهلية اللاوسية (1953–75) هي حرب دارت بين قوات الباثيت لاو الشيوعية، التي تم دعمها عدد كبير من الجنود الفيتناميين الشماليين من أصل لاوسي، وحكومة لاوس الملكية. تلقا كلا الجانبان دعما خارجيا كبيرا، مما جعل الصراع حربا بالوكالة ضمن الحرب الباردة العالمية. يسمى النزاع باسم الحرب السرية عند شعبة الأنشطة الخاصة في وكالة الاستخبارات المركزية وقدامى المحاربين الهمونغ في الصراع.
كانت مملكة لاوس مسرحا سريا للمتحاربين خلال حرب فيتنام. نقلت معاهدة الصداقة والتعاون الفرنسية–اللاوسية (وقعت في 22 أكتوبر 1953) السلطات الفرنسية المتبقية إلى حكومة لاوس الملكية (ما عدا السيطرة على الشؤون العسكرية)، وأنشأت لاوس كدولة مستقلة عضوة في الاتحاد الفرنسي. ومع ذلك، لم تضم هذه الحكومة ممثلين عن حركة لاو إيسارا القومية المسلحة المعادية للاستعمار.
شهدت السنوات التالية صراعا بين المحايدين بقيادة الأمير سوفانافوما، اليمينيين بزعامة الأمير بوناوم الشامباساكي، والجبهة الوطنية اللاوسية اليسارية تحت قيادة الأمير سوفانوفونغ ورئيس الوزراء المستقبلي كايسون فومفيهان. جرت عدة محاولات لإقامة تحالف حكومي، وأنشأت في نهاية المطاف حكومة «التحالف الثلاثي» في فيينتيان.
شارك في القتال في لاوس جيش شمال فيتنام الشعبي، وتدخلت كذلك القوات الأمريكية، التايلاندية، والفيتنامية الجنوبية مباشرة. احتل جيش شمال فيتنام الشعبي المنطقة لاستخدامها في توسيع ممر هو تشي منه، وكذلك المساحة التي يقوم منها بشن الهجمات على جنوب فيتنام. كان هناك مسرح عمليات رئيسي ثان في وحول سهل جار الشمالي.
حققت فيتنام الشمالية والباثيت لاو في نهاية المطاف انتصارا حاسما في 1975، وهو عام النصر الشيوعي في كل الهند الصينية الفرنسية السابقة.

## نظرة عامة

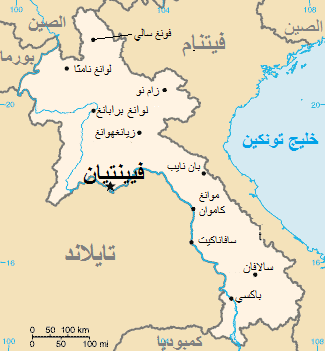
خريطة لاوس

أكد مؤتمر جنيف على حياد لاوس. ومع ذلك، واصل جيش شمال فيتنام الشعبي عملياته في كل من شمال وجنوب شرق لاوس. كانت هناك محاولات متكررة ابتداء من 1954 لإجبار القوات الفيتنامية الشمالية على الخروج من لاوس، ولكن بغض النظر عن أي اتفاقيات أو تنازلات، فإنه لم تكن لهانوي أي نية للانسحاب من البلاد أو التخلي عن حلفائها الشيوعيين اللاوسيين.
قامت فيتنام الشمالية بتأسيس ممر هو تشي منه، ومن أجل ذلك، أصلحت الطريق السريع في جنوب شرق لاوس القريب من الحدود الفيتنامية. صمم الممر لنقل القوات الفيتنامية الشمالية ومعداتها إلى جمهورية فيتنام، فضلا عن مساعدة جبهة التحرير الوطنية (الفيت كونغ).
قامت فيتنام الشمالية أيضا بعمليات عسكرية كبيرة في شمال لاوس، في حين اندلع التمرد الشيوعي للسكان الأصليين، وقام الباثيت لاو بالضغط على حكومة لاوس الملكية.
في محاولة لتعطيل هذه العمليات في شمال لاوس دون تدخل عسكري مباشر، قامت وكالة الاستخبارات المركزية الأمريكية بتدريب قوة حرب عصابات من حوالي ثلاثين ألف رجل، معظمهم من الهمونغ والياو والخمو المحليين، بقيادة الجنرال الملكي اللاوسي فانغ باو، وهو قائد عسكري من الهمونغ. قاتل هذا الجيش، بدعم من وكالة الاستخبارات المركزية، شركة الطيران آير أمريكا المملوكة من طرف هذه الأخيرة، تايلاند، سلاح الجو الملكي اللاوسي، بالإضافة إلى العمليات الجوية السرية للولايات المتحدة التي قام سفير هذه الأخير في لاوس بتوجيهها، جيش شمال فيتنام الشعبي، الفيت كونغ، وحلفائهم الباثيت لاو، مما وضعهم على الأرجح في مأزق، بسبب المساعدة الأمريكية له من أجل مصالحها في الحرب في فيتنام.
تعتمد حالة الحرب في الشمال على مدار السنة عموما على الطقس. يبدأ موسم الجفاف في نوفمبر أو ديسمبر، لذلك تحتاج العمليات العسكرية لفيتنام الشمالية، قوات ومعدات جديدة تأتي من جنوب هذه الأخيرة عبر مسارات جيدة، إما عبر الطرق السريعة لمنطقة ديان بيان فو، عبر مقاطعة فونغ سالي في جميع الأحوال الجوية، أو عبر طريق بان بان رقم 7 في الأحوال الخطيرة، الذي يقع في شمال شرق سهل الجار بلاوس. مكنت سرية عمليات وكالة الاستخبارات المركزية وقوتها من دفع جيش شمال فيتنام الشعبي والباثيت لاو إلى التراجع؛ قامت القوات الجوية الأمريكية بشن ضربات جوية واسعة النطاق ضد الشيوعيين والتي قامت بها طائراتها وطائرات تي-28 تروجان التابعة لسلاح الجو الملكي اللاوسي لمنع احتلال العاصمة فيينتيان ومدينة لوانغ برابانغ. عندما حل موسم الأمطار والذي استمر لستة أشهر، أصبحت خطوط الإمداد الفيتنامية الشمالية غير صالحة للعمل، فتراجع الفيتناميون الشيوعيون نحو بلادهم. كانت الحرب في جنوب شرق البلاد ضد ممر هو تشي منه في المقام الأول عبارة عن برنامج حظر جوي قامت به القوات الجوية والبحرية الأمريكية بسبب القيود السياسية التي أبقت الممر في مأمن من الهجمات البرية من جنوب فيتنام.
وجهت أنظمة متطورة أيضا ضربات جوية في الجنوب الشرقي؛ وجهت أنظمة تحكم جوي متقدمة أخرى الضربات الجوية من جنوب فيتنام، وكذلك سربي مهندسي الدعم الجوي التقني رقم 20 و 23. تم التخطيط لضربات جوية أخرى مسبقا. كان التنسيق الشامل للحملة الجوية موجها من قبل نظام الإنذار المبكر والتحكم، مثله مثل الذي استخدم في عملية كوخ الإسكيمو الأبيض.
كان وجود صراع عسكري في لاوس يذكر في بعض الأحيان في الولايات المتحدة، حيث وصفته تقارير صحفية باسم وكالة المخابرات المركزية بأنه «الحرب السرية في لاوس» لأن تفاصيله كانت غير متوفرة إلى حد كبير بسبب نفي الحكومة الرسمي لوجود حرب بلاوس. كان يتم نفي وجود صراع عسكري بالبلاد حسب الضرورة حيث أن تأكيده يخرق الاتفاقات الموقعة بين حكومة فيتنام الشمالية والولايات المتحدة بشأن حياد لاوس. كان يرى تدخل الولايات المتحدة ضروريا لأن جيش شمال فيتنام الشعبي كان قد غزا جزء كبيرا من البلاد، وهو لم يبين دوره في لاوس. على الرغم من هذا النفي، فقد كانت الحرب الأهلية اللاوسية في الواقع أكبر عملية سرية للولايات المتحدة قبل الحرب السوفيتية–الأفغانية، وسيطرة فيتنام الشمالية على لاوس جعلها تتعرض لسنوات من القصف الجوي الأمريكي المكثف، الذي يمثل أثقل حملة قصف في التاريخ. خلال فترة الحرب الباردة، سعت سياسة الولايات المتحدة إلى احتواء الشيوعية وسياسات جمهورية الصين الشعبية والاتحاد السوفيتي بنشر الشيوعية عن طريق التخريب والتمرد.

## كرونولوجيا الحرب الأهلية اللاوسية

### 1945: مقدمة الحرب

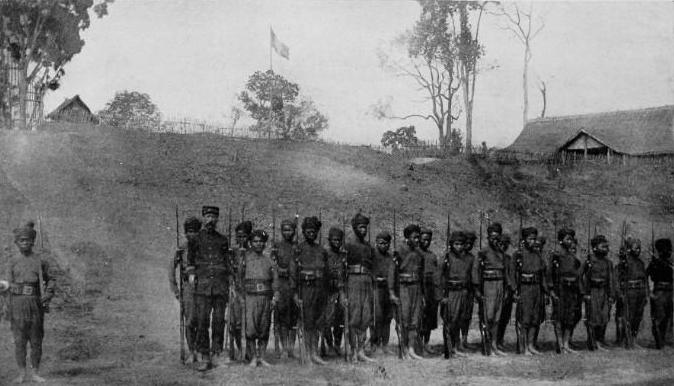
جنود محليون لاوسيون في الحرس الاستعماري الفرنسي.

تركت نهاية الحرب العالمية الثانية لاوس في فوضى سياسية. سعت فرنسا، التي احتلت اليابان محميتها اللاوسية، إلى استعادة السيطرة على هذه الأخيرة بواسطة قوات حرب عصابات. أعلنت اليابان استقلال لاوس عندما خسرت الحرب. على الرغم من تفكير الملك سيسافانغ فونغ أن لاوس صغيرة جدا لتأخد الاستقلال، إلا أنه أعلن نهاية الحماية الفرنسية رغم أنه فضل بقاءها. وقال أنه يقبل الاستقلال إذا كان سيتم إعلانه. وهكذا، نشأت حركة استقلال وليدة وسط الاضطرابات.
أدى كل هذا إلى نشأة تيار قوي يطالب بالتدخل الفيتنامي. كان ستون في المئة من سكان المناطق الحضرية الست للاوس فيتناميون، وسيطر هؤلاء على المناصب الرئيسية في البيروقراطية المدنية والشرطة. منذ عقد 1930، أنشأ الحزب الشيوعي الهندوصيني خلايا فيتنامية في لاوس.
أنشأ الأمير فيتسارات، نائب الملك ورئيس الوزراء، الخزانة الملكية اللاوسية مع الخزانة الهندوصينية في هانوي في محاولة توفير مناصب شغل.
بدأ الكوماندوز الفرنسيون في لاوس ابتداء من 1945 بإنشاء قوات حرب عصابات. في نوفمبر، شكل المقاتلون أربعة كتائب مشاة والتي شكلت نواة جيش الاتحاد الفرنسي، الذي تأسس حديثا. كان ضباط ورقباء الكتائب اللاوسية الجديدة فرنسيين.
كان الأعضاء البارزون في حركة لاوس الحرة أمراء ذوو تعليم أوروبي؛ الأخوين فيتسارات راتانافونغسا وسوفانافوما، وشقيقهم، سوفانوفونغ. أصبح هذا الأخيرا إسميا مؤسس حركة لاوس الحرة. أخد سوفانوفونغ منصب رئيس الأركان، فضلا عن تعيينه وزيرا للخارجية. أصبح سوفانافوما وزيرا للأشغال العامة.
بدأ الاستقلال بانتفاضة السكان الفيتناميين في سافانخت. أمر الأمير سوفانوفونغ فرقة من أنصاره بسلب أسلحة الميليشيا المحلية. انتقلت الفرقة شمالا إلى فيينتيان رفقة حكومتها الثورية الانتقالية. حث سوفانوفونغ على توقيع معاهدة تعاون عسكرية مع الحكومة الشيوعية لفيتنام الشمالية. خرجت البعثة العسكرية الفرنسية من لاوس إلى تايلاند من قبل وحدات من القوات الصينية.
ومع ذلك، فلم تسيطر حركة لاوس الحرة إلا على مناطق صغيرة جدا من لاوس. سيطرت وحدات من الفيت منه على الشمال الشرقي، ولكنها رفضت مساعدة الحكومة الجديدة. احتلت القوات الصينية، بما في ذلك الفرقة 93، مدنا تقع جنوب لوانغ برابانغ. سيطر مقاتلو حرب العصابات الذين تدعمهم فرنسا على محافظات سافانخت وخاموان الجنوبيتين. احتل الأمير بوناوم المتعاطف مع فرنسا، ما تبقى من الهضبة الجنوبية.
أيضا، في 1951، حشد الباثيت لاو قوات مدربة كافية للانضمام إلى الفيت منه في عملياتهم العسكرية.
في أكتوبر 1951، انضم إلى الجيش الوطني اللاوسي كتيبتين اثنتين من المشاة وبدأ في تدريب كتيبة قوات مظلية. في نهاية العام، أصبح يظم الجيش الوطني اللاوسي 5.091 جندي.
بحلول نهاية 1952، أصبح يظم الجيش الملكي اللاوسي كتيبة من القوات بقيادة ضباط لاوسيين، فضلا عن 17 كتيبة أخرى.

### 1946: العودة الفرنسية؛ الوصول الفيتنامي
في يناير 1946، بدأت فرنسا عملية استعادة لاوس، عبر اجتياح هضبة بولوفون. أنشأت فرنسا ستة كتائب مشاة، وأضافت إليها قوة صغيرة من الجنود الفرنسيين، من أجل العملية.
ولهذه الأسباب وغيرها، لم تتمكن حركة لاوس الحرة من الدفاع عن البلاد ضد عودة الحكومة الاستعمارية الفرنسية وقواتها. تفاوضت فرنسا مع الصين من أجل أن تنسحب من لاوس قبل عودتها من البلاد.
في 21 مارس 1946، قاد سوفانوفونغ قوة فيتنامية كبيرة، قامت بمهاجمة قوات الاتحاد الفرنسي في سافانخت، دون جدوى؛ تضمنت القوة المهاجمة مظليين، واستخدمت المدفعية، السيارات المصفحة، وقاذفات قنابل مقاتلة. قتل 700 مقاتل من قوات حركة لاوس الحرة. فرت القوة المهاجمة، تاركة وراءها 250 آلية عسكرية و 150 سجين.
في 24 أبريل، ألقت فرنسا كتيبة قوات مظلية على مشارف فيينتيان واحتلت المدينة دون مقاومة. في 9 مايو، أجرت طلعات جوية قليلة خارج لوانغ برابانغ.
وكان هذا إلى جانب تقدم القوات الفرنسية إلى الشمال، من فيينتيان إلى لوانغ برابانغ، وطاردت الأمير فيتسارات ووزراء حركة لاوس الحرة خارج البلاد. أعاد الملك الحكم الفرنسي وبرر قراره أن ذلك كان بسبب الضغط عليه من قبل اليابان، الصين، وحركة لاوس الحرة.
في سبتمبر 1946، هزمت حركة لاوس الحرة وفر أعضائها إلى المنفى في بانكوك. فرت أحد المجموعات المنشقة، بقيادة ثاو أو أنوراك، إلى هانوي. تحالف ثاو هناك مع رجلان موثوق بهما بوساطة هو تشي منه؛ نوهاك فومسافان وهو فيتنامي، وكايسون فومفيهان وهو فيتنامي-لاوسي. أسس هؤلاء الرجال الثلاثة حركة مسلحة هي الباثيت لاو (أرض لاوس).
أنشأ ثاو أو أنوراك أول قاعدة للباثيت لاو في كون كونك، فيتنام. شكل كايسون فومفيهان أول مفرزة من القوة الجديدة. بحلول نهاية عام 1946، عبر ما لا يقل عن 500 عميل للفيت منه الحدود إلى لاوس.

### 1947–52: تشكل القوات

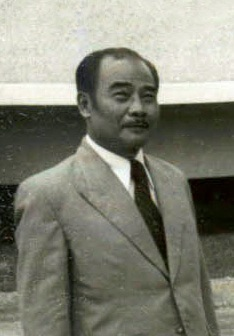
سوفانوفونغ، الأمير الشيوعي المعادي لفرنسا.

في 11 مايو 1947، وافق الملك سيسافانغ فونغ على الدستور الجديد الذي أعلن لاوس كدولة مستقلة داخل الاتحاد الفرنسي. بدأت عملية بناء حكومة جديدة في السنوات القليلة القادمة، وإنشاء جيش نظامي، هو الجيش الوطني اللاوسي، الذي كان النواة الأولى للجيش الملكي اللاوسي.
كان يعاني هذا الجيش الوليد من عدم خبرة قيادته اللاوسية، واشتريت أسلحته من دول مختلفة. تألف الجيش الوطني اللاوسي الجديد من كتائب مشاة أنشأتها فرنسا. اشتمل أيضا على كتيبة قوات مظلية واحدة. بدأت فرنسا بتدريب الضباط اللاوسيين دون تكليف مدربين خاصين بذلك، كما واصلت تسليح وتدريب الجيش الجديد.
على النقيض من ذلك، قام الفيت منه بإعادة تنظيم حركة ثورية فرعية، هي الباثيت لاو، بدء من فرقة حرب العصابات الخامسة والعشرين في يناير كانون الثاني 1949.
في أكتوبر 1949، حلت حركة لاوس الحرة المنفية واختار كل واحد من الإخوة الثلاثة المنتمين للعائلة الملكية مصيرا مختلفا عن الآخر.
اختار فيتسارات راتانافونغسا البقاء في بانكوك. كانت إقامته مؤقتة. قال أنه سوف يصبح مرة أخرى نائب ملك لاوس.
اختار سوفانافوما العودة إلى لاوس عن طريق عفو، لاعتقاده بأن بلاده ستكون قريبا حرة. في 1951، أصبح رئيسا للوزراء للمرة الأولى حتى 1954.
اجتمع سوفانوفونغ، الذي كان قد قضى سبع سنوات في نها ترانغ خلال سنواته الستة عشر في فيتنام، بهو تشي منه، وتزوج هناك بامرأة فيتنامية، وطلب من الفيت منه المساعدة لتأسيس قوة حرب عصابات.
في أغسطس 1950، انضم سوفانوفونغ إلى الفيت منه الشيوعيين في مقراتهم في شمال هانوي في فيتنام، وأصبح قائدا للباثيت لاو، وذراعهم السياسي الذي أطلق عليه اسم الجبهة الوطنية اللاوسية. كان هذا محاولة زائفة للتحايل على السلطات بأن الحركة الشيوعية اللاوسية حزب سياسي. نادى اثنان من أهم مؤسسي الحزب الشيوعي الهندوصيني بالإطاحة بالملكية، فضلا عن طرد فرنسا من المنطقة. أدى هذا إلى مشاركة لاوس في حرب الهند الصينية الأولى، لكن هذه الأخيرة بدأت أساسا ضد فرنسا.
في 23 ديسمبر 1950، وقعت معاهدة الدفاع والتعاون المشترك الخماسية بين الولايات المتحدة الأمريكية، فرنسا، فيتنام، كمبوديا، ولاوس؛ وكان أداة لتحويل الأمريكي مساعدات عسكرية الفرنسية المجهود الحربي في الهند الصينية. كان هذا أداة لتقديم مساعدات عسكرية أمريكية للمجهودات الحربية الفرنسية في الهند الصينية. لوحظ في هذا العام أيضا تسلل ما لا يقل عن 5.000 من الفيت منه إلى لاوس.
في فبراير 1951، قرر الحزب الشيوعي الهندوصيني أن ينقسم إلى ثلاثة فصائل عسكرية تقاتل ضد الفرنسية في كمبوديا ولاوس، وكذلك في فيتنام. تألف الفصيل اللاوسي الجديد من 2.091 عضوا، لكنه ضم فقط 31 شخصا من عرقية اللاو.

### 1953–54: الغزو الفيتنامي الشمالي الأول والهزيمة الفرنسية

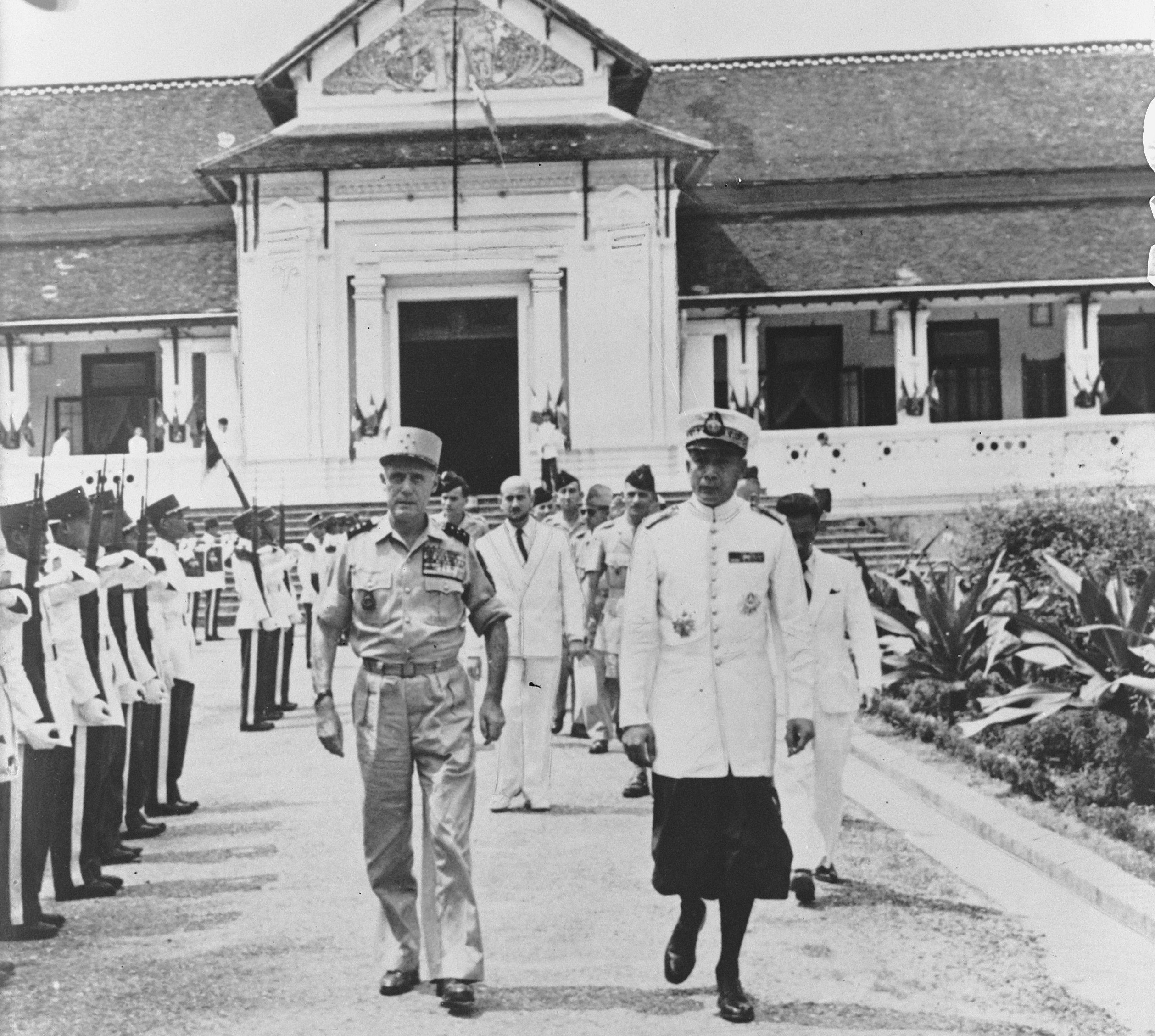
الجنرال الفرنسي سالان والأمير سيسافانغ في العاصمة اللاوسية، لوانغ برابانغ، في 4 مايو 1953.

في أبريل 1953، غزا 40.000 جندي من جيش شمال فيتنام الشعبي التابع للفيت منه بقيادة الجنرال فون نغوين جياب الجزء الشمالي الشرقي من محمية لاوس الفرنسية؛ تضمنت القوات الغازية 2.000 مقاتل من الباثيت لاو تحت قيادة سوفانوفونغ. كان الهدف من الغزو هو احتلال عاصمة المملكة لوانغ برابانغ وسهل الجار. في 9 نوفمبر، بدأ الباثيت لاو صراعهم مع مملكة لاوس وبالتالي بداية الحرب الأهلية، وتقنيا حرب الهند الصينية الثانية في حين كانت حرب الهند الصينية الأولى لا تزال مستمرة.
واجه 10.000 جندي لاوسي و 3.000 جندي نظامي فرنسي القوات الشيوعية.
نجح الغزاة الشماليون الفيتناميون في احتلال حدود مقاطعات فونغ سالي وشام نوا، التي كانتا قريبتين من حدود فيتنام الشمالية والزاوية الشمالية الشرقية لسهل الجار. ثم انتقلوا إلى مكان آخر للسماح لقوات الباثيت لاو بتجريب معداتها في الأراضي التي تم احتلالها، ثم نقل سوفانوفونغ مقرات الباثيت لاو إلى شام نوا في 19 أبريل.
من جانب آخر، تحركت القوات الشيوعية من ديان بيان فو عبر النهر في اتجاه لوانغ برابانغ، لكن تم إيقاف تحركها بسبب الرياح الموسمية القوية والمقاومة الفرنسية.

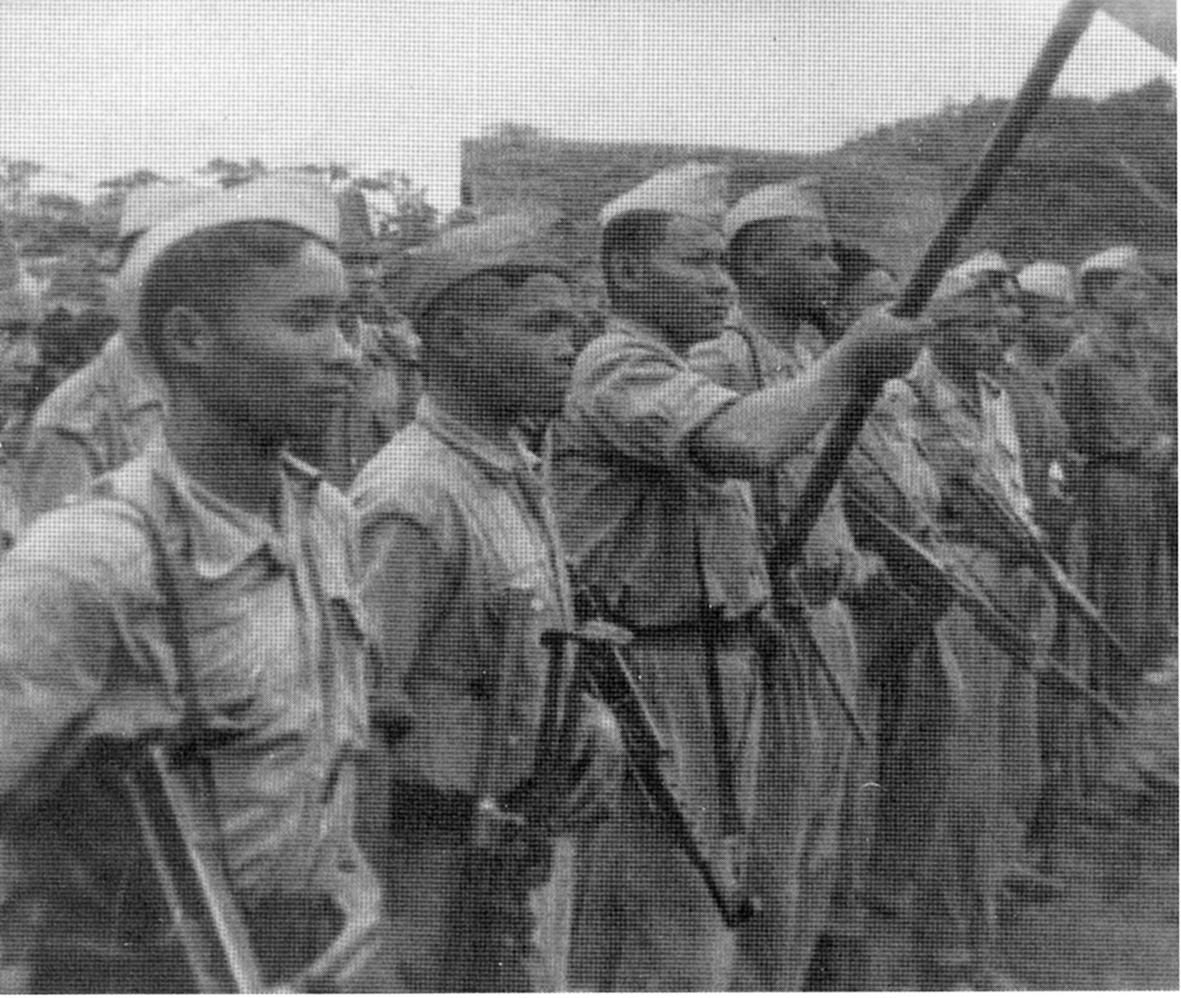
جنود الباثيت لاو في شام نوا في 1953.

كان الغزو الفيتنامي متوقفا ولكن فقط بسبب قوة سلاح الجو الفرنسي وكتائب الفيلق الأجنبي والمقاتلين المغاربة.
في ديسمبر كانون الأول، استعاد جيش الاتحاد الفرنسي، كجزء من محاولة لحماية لاوس من جيش شمال فيتنام الشعبي، وادي ديان بيان فو.
في كانون الثاني، أطلق جيش شمال فيتنام الشعبي هجومين اثنين على لاوس. هدف الهجوم الأول إلى عبور الجزء العلوي من المنطقة الجنوبية واحتلال بلدة تاخيك الواقعة على نهر ميكونغ. أما الهجوم الثاني فقد هدف إلى احتلال العاصمة لوانغ برابانغ نفسها. تم إحباط كلا الهجومين على حد سواء في نفس الشهر.
أدت كل هذه العوامل إلى وقوع معركة ديان بيان فو الشهيرة، في منطقة تبلغ مساحتها عشرة كيلومترات مربعة في الحدود اللاوسية، كانت تمر فيها خطوط الاتصال في سهل الجار، واستمرت من مارس إلى مايو.
أدت وعورة الجبال الكارستية في شمال لاوس إلى انتقال القتال إلى الوديان القليلة الموجودة هناك؛ مكنت الممرات المائية الصغيرة من انتقال القوات إلى ديان بيان فو ثم إلى نام أوو، ومن ثم مباشرة إلى لوانغ برابانغ، أو أنها تنتقل عبر طريق بان بان.
لوحظ استخدام النقل الجوي المدني، والذي تحول في وقت لاحق إلى آير أمريكا، في العمليات السرية للطيران لنقل الإمدادات إلى القوات الفرنسية المدمرة في ديان بيان فو. أطلق جيش شمال فيتنام الشعبي هجوما لتشتيت الانتباه عليه في سينو، وهدف لتقسيم المنطقة إلى قسمين باستخدام طريق لاوس الرئيسي. تم إحباط هذا الهجوم من قبل مظليي الاتحاد الفرنسي في جيش جمهورية فيتنام.
عندما لم يتم مساعدة الجنود في الوقت المناسب، سقطت ديان بيان فو. واحد من أعضاء الفرقة التي أرسلت من لوانغ برابانغ لمساعدة القوات المحاصرة كان شابا من الهمونغ اسمه فانغ باو.
شكلت خسارة فرنسا في ديان بيان فو نهاية حرب الهند الصينية الأولى؛ اضطرت فرنسا للتفاوض من أجل السلام. في 20 يوليو، وقع اتفاق وقف الأعمال العدائية في لاوس، مما أنهى الحكم الفرنسي فيها. بعد شهرين، أنشأت فيتنام الشمالية فريق دعم لقوات الباثيت لاو في بان ناميو، في شمال شرق لاوس.

غيرت الاتفاقية جغرافيا الهند الصينية بشكل جذري. كجزء من هذا التغيير، نجح الشيوعيون في حكم النصف الشمالي من فيتنام. أصبحت لاوس مستقلة تماما عن فرنسا. منحت فرنسا قيادة قوات الاتحاد الفرنسي اللاوسية للدولة الجديدة، ورغم ذلك، فقد احتفظت فرنسا بقاعدتين في لاوس وأبقت مستشارين لتدريب القوات اللاوسية الجديدة.

مؤتمر جنيف في 1954.

غيرت الاتفاقية بشكل جذري جغرافيا الهند الصينية، مما أدى إلى استقلال لاوس. في 1 أغسطس 1954، انسحب الجيش الفرنسي من لاوس وأعلن استقلال البلاد جنبا إلى جنب مع فيتنام الشمالية، فيتنام الجنوبية وكمبوديا، مما أدى إلى انتهاء حرب الهند الصينية الأولى ولكن كانت الحرب الأهلية اللاوسية لا تزال مستمرة. أصبح النصف الشمالي من فيتنام مستقلا عن المؤسسة الإمبريالية الفرنسية وحكمه حكومة شيوعية فيتنامية مستقلة. انضمت قوات الاتحاد الفرنسي اللاوسية لجيش لاوس المستقلة، ومع ذلك، أبقت فرنسا على اثنين من القواعد العسكرية في لاوس لتحافظ على «مستشاريها العسكريين» في القوات المسلحة اللاوسية الجديدة. حصلت الحكومة العسكرية الملكية اللاوسية أيضا أولى الطائرات من الفرنسيين في 1954؛ تم استيلام تسعة طائرات موران-سولني إم إس-500 من أجل الدعم التقني.

### 1955–58: الهدوء
في يناير كانون الثاني 1955، بدأ المستشارون الفرنسيون تدريب أول قوة طيران لاوسية. في وقت لاحق من تلك السنة، أعطت تايلاند مروحيات  سيكورسكي إتش-19 تشيكاساو وطيارين متطوعين إلى القوات المسلحة اللاوسية. درب التايلانديون أيضا ثلاثين ضابطا لاوسيا على استخدام الأسلحة في هواهين، تايلاند.
في أوائل 1955، نفذت الولايات المتحدة مهمة لها أنشئت في لاوس. كان الغرض الأساسي لها هو عرض موارد دفاعية عسكرية على حكومة لاوس الملكية؛ كانت %80 من ميزانيتها مخصصة لهذا الغرض. دفعت الولايات المتحدة 100% من الميزانية العسكرية اللاوسية. ومع ذلك، لم يكن مسموحا لموظفي السفارة بمراقبة هذا البرنامج. كان هناك حاجة واضحة لمجموعة استشارية للمساعدات العسكرية؛ ومع ذلك، فإن الولايات المتحدة قد وقعت وثيقة قبل ذلك منعت فيها صراحة شيئا من هذا القبيل. وجد الرئيس الأمريكي دوايت أيزنهاور الحل في إنشاء مكتب تقييم البرامج في ديسمبر 1955، يعمل بواسطة مدنيين أمريكيين يملكون خبرة الجيش وترأسه العميد المتقاعد روثول براون. أدرجت وظيفة هؤلاء المدنيين ضمن مهام وزارة الخارجية الأمريكية. ومع ذلك، فإنها لا تندرج بالضبط ضمن مهامها. بخصوص المسائل العسكرية، فقد تم إيصالها لقائد قيادة المحيط الهادئ، بالمعلومات المقدمة إلى السفير الأمريكي؛ أوصلت الأمور غير العسكرية مباشرة إلى السفير.
تميز عام 1955 أيضا بأنه تم فيه نقل مقرات قيادة القوات الحكومية الملكية اللاوسية إلى سام نوا وفونغسالي، الأمر الذي استاء منهما كثيرا الباثيت لاو. ونتيجة لهذا الاستياء، والنزاعات حول الإجراءات الانتخابية، فإن الشيوعيون اللاوسيون قاطعوا الانتخابات الوطنية ذلك العام.
في 21 مارس 1956، بدأ سوفانافوما ولايته الثانية كرئيس للوزراء. افتتح سوفانافوما حوارا مع شقيقه، سوفانوفونغ. في أغسطس، أعلنوا نيتهم إعلان وقف لإطلاق النار وإعادة إدماج الباثيت لاو في القوات الحكومية وإعادة ضم المناطق المسيطر عليها من طرفهم للحكومة. ومع ذلك، ادعى الباثيت لاو حقهم في إدارة المقاطعات التي احتلوها.
وفي الوقت نفسه، بدأ مؤيدو فيتنام الشمالية بعمل حملة توظيف ضخمة، بهدف تشكيل تسعة كتائب من القوات. أرسل العديد من المجندين الجدد إلى فيتنام الشمالية للتعليم والتدريب. سبب هذا قلقا للولايات المتحدة الأمريكية لأن الجيش الملكي اللاوسي سيكون غير مجهز بطريقة كافية، لأن المدربين في لاوس عبارة عن بعثة عسكرية فرنسية صغيرة واحدة فقط تعمل مع الجيش الملكي.
في فبراير 1957، بدأ موظفو مكتب تقييم البرامج توريد مواد التدريب إلى البعثة العسكرية الفرنسية لتدريب الجيش الملكي اللاوسي. يقول المنطق أن تحسين التدريب من شأنه أن يصلح الجيش للدفاع عن بلاده. كجزء من هذه العملية، تولت الولايات المتحدة دفع رواتب الجيش الملكي اللاوسي.
بداية من مارس 1957، بدأ الجيش الملكي اللاوسي حملة تسليح كبيرة جدا للمقاتلين الهمونغ لتمكينهم من القتال بجانبه.
في نوفمبر تشرين الثاني 1957، أنشأت حكومة ائتلافية ضمت الباثيت لاو. تم استخدام شعار «صوت واحد لليمين، صوت واحد لليسار لمنع الحرب الأهلية». فازت الأحزاب المؤيدة للشيوعية بثلث أصوات الناخبين وحصلت على 13 مقعدا من أصل 21 في انتخابات 4 مايو 1958. مع هذه المقاعد الإضافية، استحوذ اليسار على ما مجموعه 16 مقعدا من أصل 59 مقعدا في الجمعية الوطنية. جنبا إلى جنب مع المستقلين، كان هؤلاء كافين لمنع وسط يمين سوفانا من تشكيل الحكومة، وسيطر تحالف المحايدين على أغلبية الثلثين. بعد وصول البرلمان لطريق مسدود، أوقفت الولايات المتحدة المساعدات في يونيو لإجبار اللاوسيين على خفض قيمة العملة، خوفا من إساءة استخدام المساعدات الأمريكية. ردت الجمعية الوطنية بالموافقة على الحكومة اليمينية بقيادة فوي شانانيكون في أغسطس. شملت هذه الحكومة أربعة أعضاء من لجنة الدفاع عن المصلحة الوطنية المدعومة من الولايات المتحدة (أي من هؤلاء ليسوا من أعضاء الجمعية الوطنية). دخل أكثر من ثلاثة أعضاء غير منتخبين من هذه اللجنة في الحكومة في ديسمبر، عندما أصبح فوي يتحكم في جميع صلاحيات حالة الطوارئ دون الجمعية الوطنية.
في نوفمبر تشرين الثاني 1958، أقيل الجنرال جون هينتغيس من مكتب تقييم البرامج. تم استبدال جون بالجنرال براون، وقام بعمل اتفاق جديد مزور مع اللاوسيين والفرنسيين. تضمنت الاتفاقية الجديدة إزاحة المدربين العسكريين الفرنسيين بالأمريكيين. بالإضافة إلى 149 فرد من القوات الخاصة و 103 أفراد من قدامى المحاربين الفلبينيين، تم تشكيل شركة جديدة تحت اسم شركة البناء الشرقية في لاوس.

### 1959: الغزو الفيتنامي الشمالي الثاني

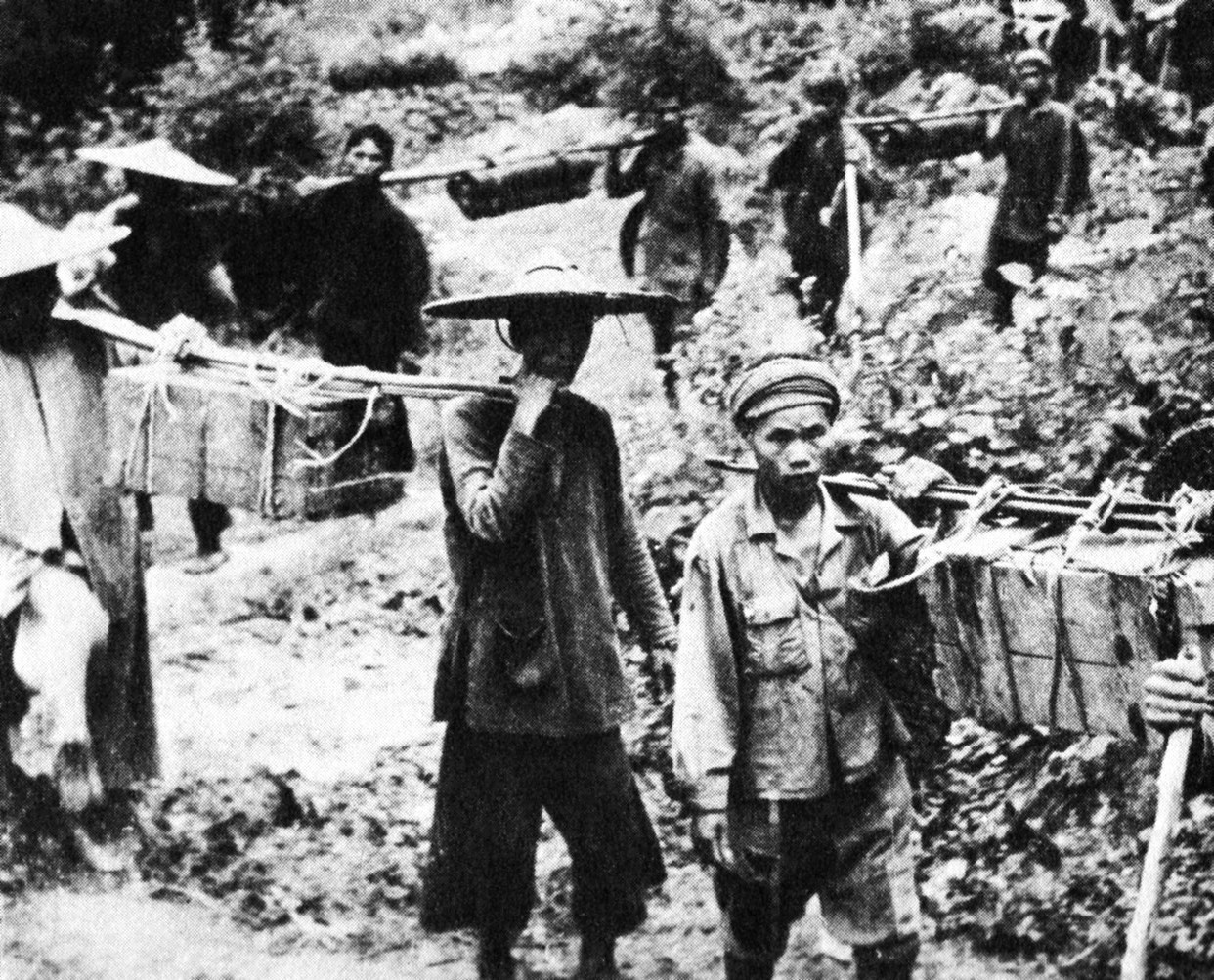
طريق هو تشي منه الذي كان يستخدمه الشعبان الفيتنامي واللاوسي منذ البداية. استولى عليه الفيت كونغ حوالي 1959.

في 15 مايو 1959، أسس الجيش الشعبي الفيتنامي المجموعة 559؛ كانت مهمة هذه الوحدة هو نقل الضروريات اللوجستية للحرب من فيتنام الشمالية إلى الجنوبية. كان هدفها الأول هو إعادة بناء وصيانة طريق هو تشي منه الذي يمر من المنطقة الشرقية من لاوس. في نهاية المطاف، فإن شبكة النقل هذه من شأنها أن تساهم في انتصار السلطات الشيوعية الفيتنامية. كان هذا الطريق أحد أعمدة النظام الشيوعي الفيتنامي حيث لا يمكنه البقاء صامدا بدونه، وهو يواجه حملة جوية وقصفا لم يكن له مثيل سوى في الحرب العالمية الثانية.
أيضا في مايو، تقرر أن يتم دمج 1500 جندي من الباثيت لاو في الجيش الوطني، وقد استغرق هذا الأمر وقتا طويلا. قالت سفارة الولايات المتحدة لحكومة لاوس أنه سيكون من الصعب الحصول على موافقة الكونغرس لإعطاء المساعدات للاوس والشيوعيون يشتغلون في الجيش. حل الباثيت لاو لفترة من الوقت.
بموجب أوامر من سوفانوفونغ، رفضت كتائب الباثيت لاو أن تندمج في الجيش الملكي اللاوسي. قبض على سوفانوفونغ وسجن، جنبا إلى جنب مع مساعديه. فرت كتيبتين من الباثيت لاو، واحدة بعد الأخرى، خلال الليل دون إطلاق للنار، وأخذوا معهم معداتهم وأسرهم وحيواناتهم. في 23 مايو، فر سوفانوفونغ وأصحابه أيضا سالمين.
في يوليو، بدأت الفرقة 77 المحمولة من القوات الخاصة الأمريكية تدريب الجيش الملكي اللاوسي تحت اسمها الرمزي «هوتفوت». كان جنود القبعات الخضر يتلقون الأوامر من البرامج تقييم المكتب، وكانوا مثل موظفيه، يرتدون ملابس مدنية.
كان يتم تقسيم الجيش الملكي اللاوسي إلى مجموعات، وإعداد أجهزة خلوية للتواصل داخل كل فوج يتكون من ثلاث كتائب.
في 28 يوليو، هاجمت وحدات جيش شمال فيتنام الشعبي منطقة الحدود الفيتنامية الشمالية—اللاوسية. بعد أخدهم للمنطقة من أيدي الجيش الملكي اللاوسي، نقلوا سلطتهم عليها للباثيت لاو الذين تحولوا لقوات احتلال. بينت المعركة الأداء الباهت من قبل الجيش الملكي اللاوسي وبدا محتاجا إلى مزيد من التدريب؛ قاوم الجيش الملكي المهاجمين، ولكن لم يستطع هزمهم على أرض الواقع.
أيضا في يوليو، بدأت السفارة الأمريكية عملية جوية لإعادة تموين قوات الجيش الملكي اللاوسي.
في سبتمبر، خلفت المجموعة 959 المجموعة 100؛ نقل الشماليون الفيتناميون مهمتهم العسكرية من جيشهم إلى قوات الباثيت لاو، كما قام الأميركيون بتوسيع مكتب مراقبة البرامج.

### 1960: انقلاب المحايدين

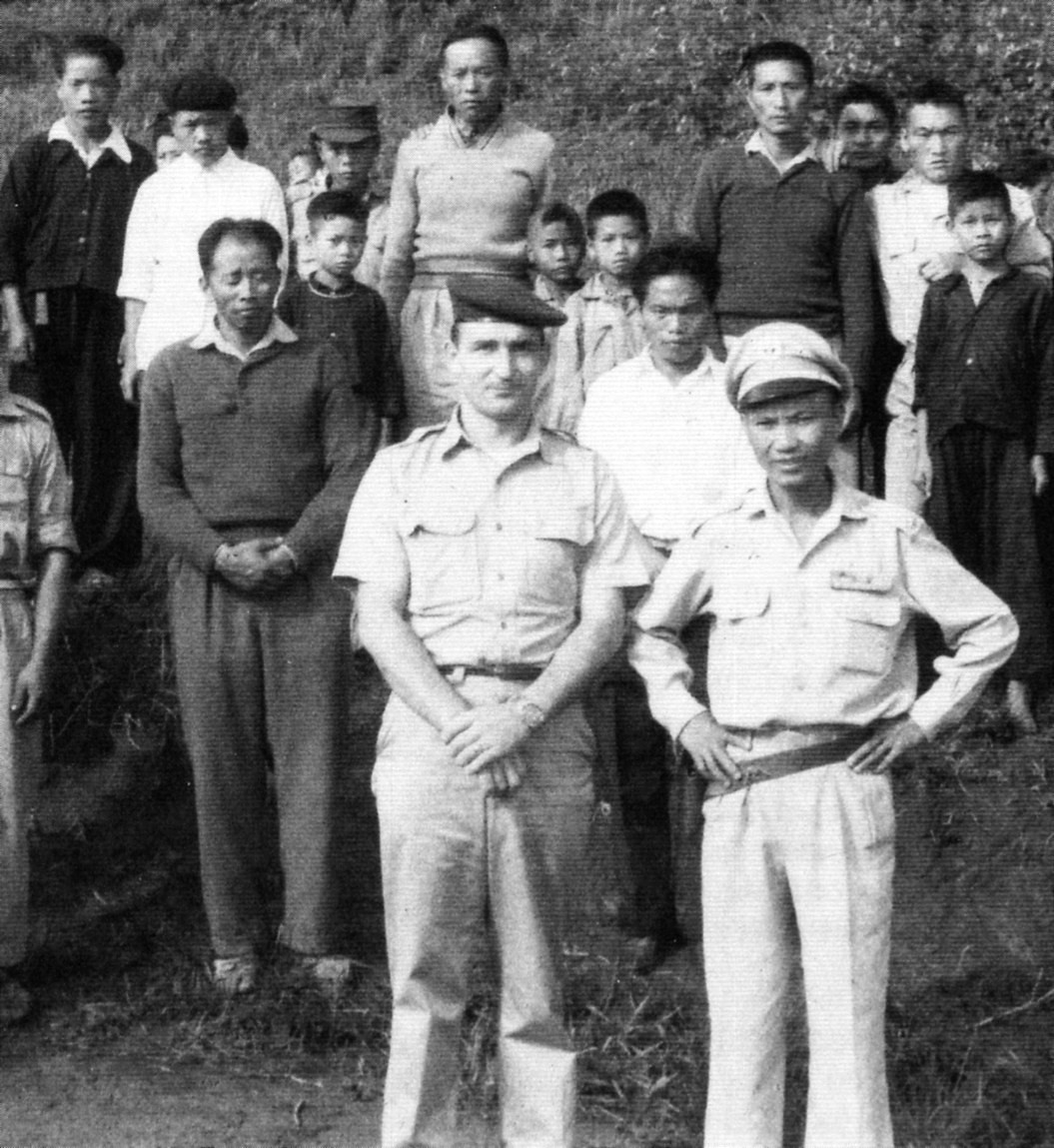
مركز تدريب القوات المسلحة اللاوسية في خانك خاي، مارس 1960.

في 9 أغسطس 1960، تمكنت كتيبة القوات العسكرية المحايدة المدربة من قبل القوات الخاصة للكابتن كونغ لي بمساعدة هاته الأخيرة من الاستيلاء والسيطرة على العاصمة الإدارية فيينتيان في انقلاب دموي، في حين اجتمع رئيس الوزراء تياو سامسانيث، المسؤولون الحكوميون، والقادة العسكريون في العاصمة الملكية لوانغ برابانغ.